# Grüne Krabbenspinne
Die Grüne Krabbenspinne (Diaea dorsata), auch Grünbraune Krabbenspinne genannt, ist eine Spinnenart aus der Familie der Krabbenspinnen (Thomisidae). Sie ist in Mitteleuropa weit verbreitet und häufig.

## Beschreibung
Die Grüne Krabbenspinne gehört mit Körperlängen von fünf bis sechs Millimetern bei Weibchen und drei bis vier Millimetern bei Männchen zu den kleineren Krabbenspinnenarten. Die Art zeigt im Vergleich zu vielen anderen Krabbenspinnen nur einen geringen Geschlechtsdimorphismus bezüglich Farbe und Zeichnung. Beim Weibchen sind Vorderkörper (Prosoma) und die Beine einfarbig hellgrün gefärbt, während der Hinterleib (Opisthosoma) eine blassgelbliche Grundfärbung aufweist und eine braune, schildförmige Zeichnung trägt. Beim Männchen sind Prosoma und Vorderbeine variabel braun gefleckt.

## Verbreitung und Lebensraum
Die Grüne Krabbenspinne besiedelt große Teile der Paläarktis von Großbritannien und Portugal im Westen bis Ostsibirien und Japan im Osten. In Nord-Süd-Richtung reicht die Verbreitung von Skandinavien bis Bulgarien und weiter östlich bis in den Iran. Das Verbreitungsgebiet umfasst die gemäßigte bis mediterrane Zone. Die Art kommt in fast ganz Europa vor und fehlt nur in Irland und Island sowie in Griechenland.
Die Art bewohnt hier nicht zu nasse Wälder aller Art. Sie hält sich meist in höherer Vegetation im Gebüsch und in den Baumkronen auf.

## Lebensweise
Die Art überwintert im letzten Jugendstadium unter der Rinde abgestorbener Bäume. Ab Mai können adulte Tiere angetroffen werden. Die Männchen zeigen ein ungewöhnliches Verhalten: Sie fechten untereinander Kommentkämpfe aus, indem sie sich mit weit ausgebreiteten Vorderbeinen wenige Millimeter voneinander entfernt gegenüberstehen und sich umtänzeln. Dieses Ritual kann manchmal stundenlang andauern.

## Gefährdung
Die Art ist weit verbreitet und in geeigneten Habitaten häufig. Sie wird in Deutschland in der Roten Liste als „ungefährdet“ eingestuft.

## Galerie

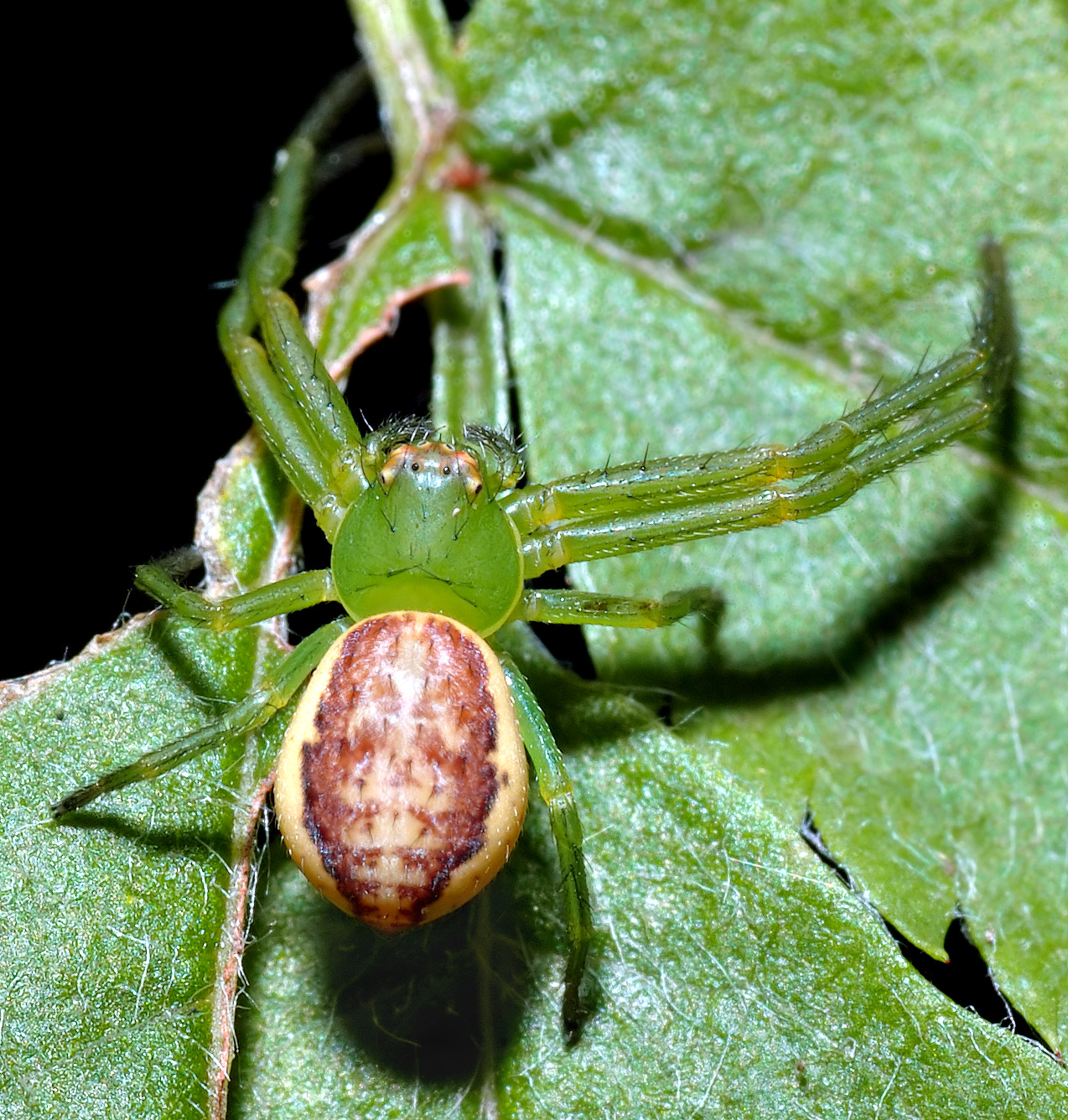
Von oben
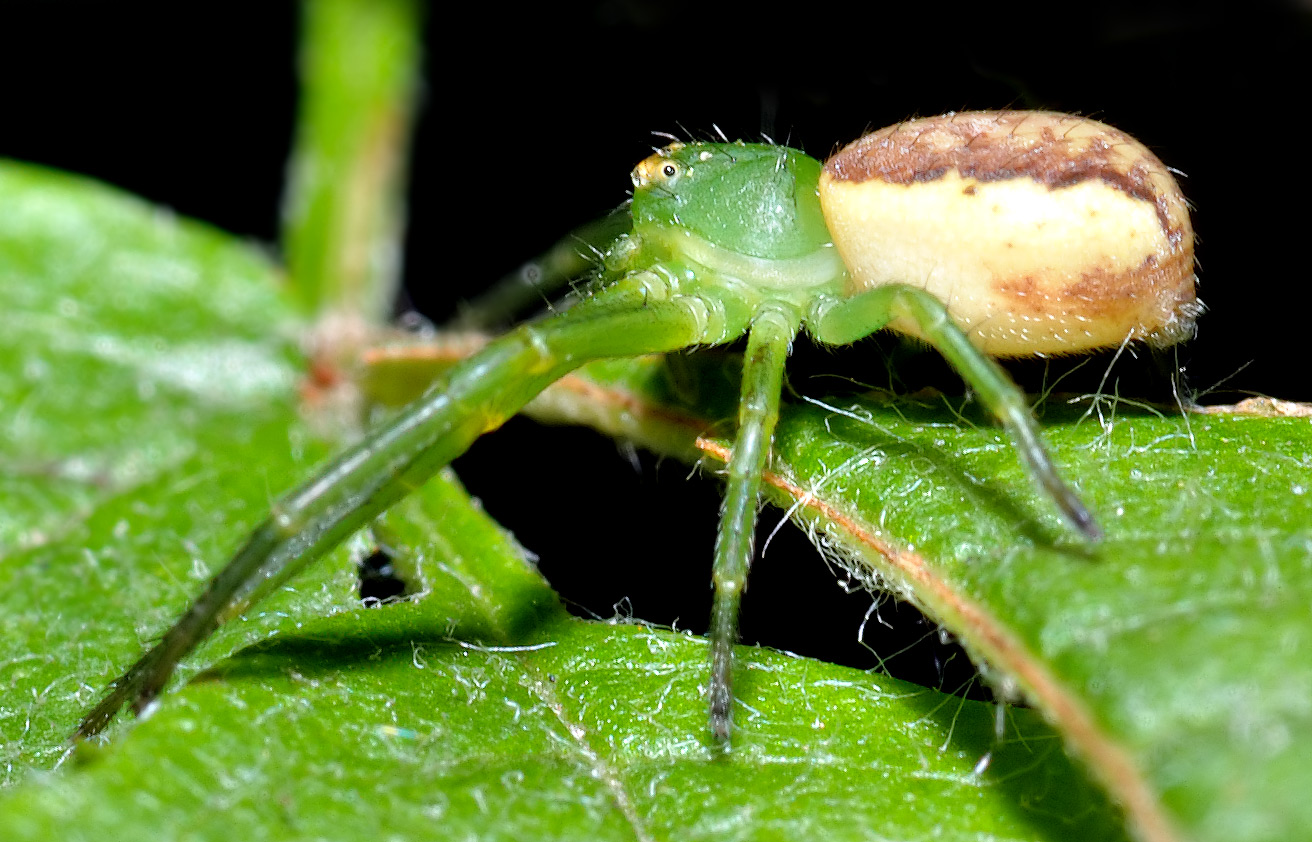
Von der Seite
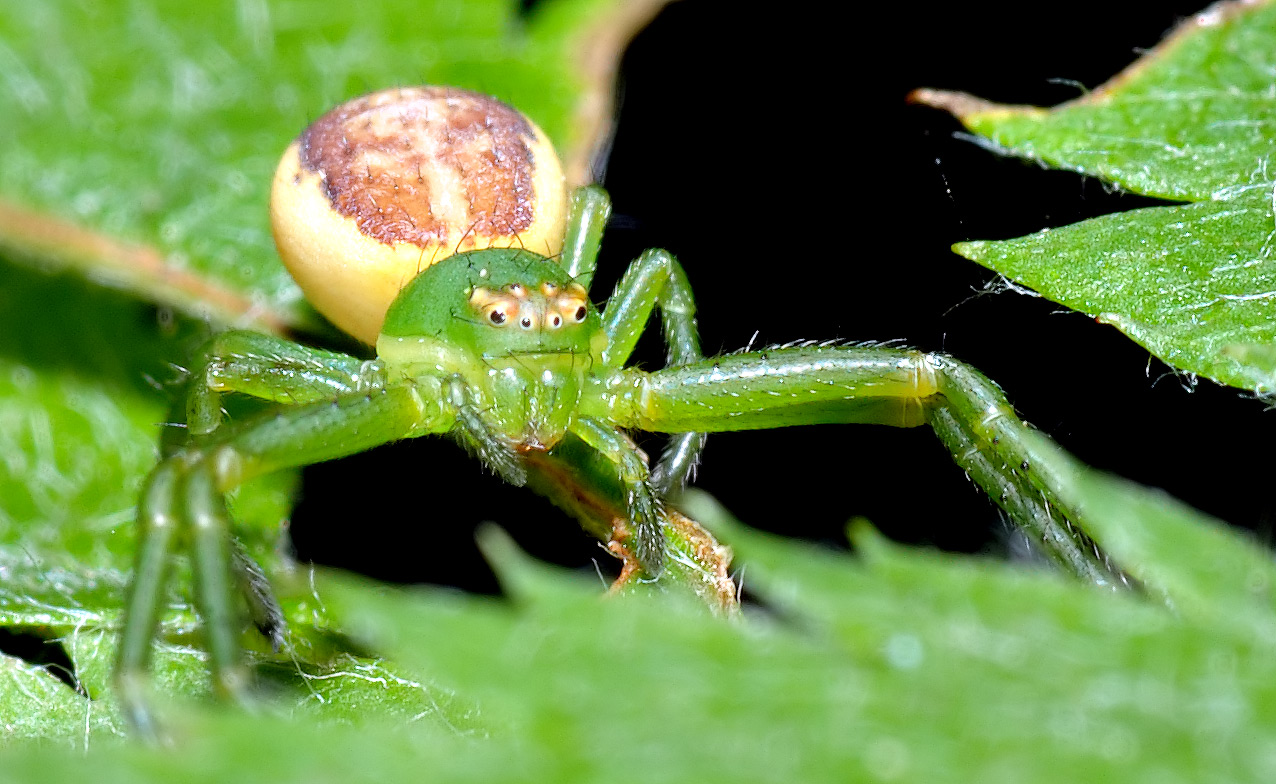
Von vorn
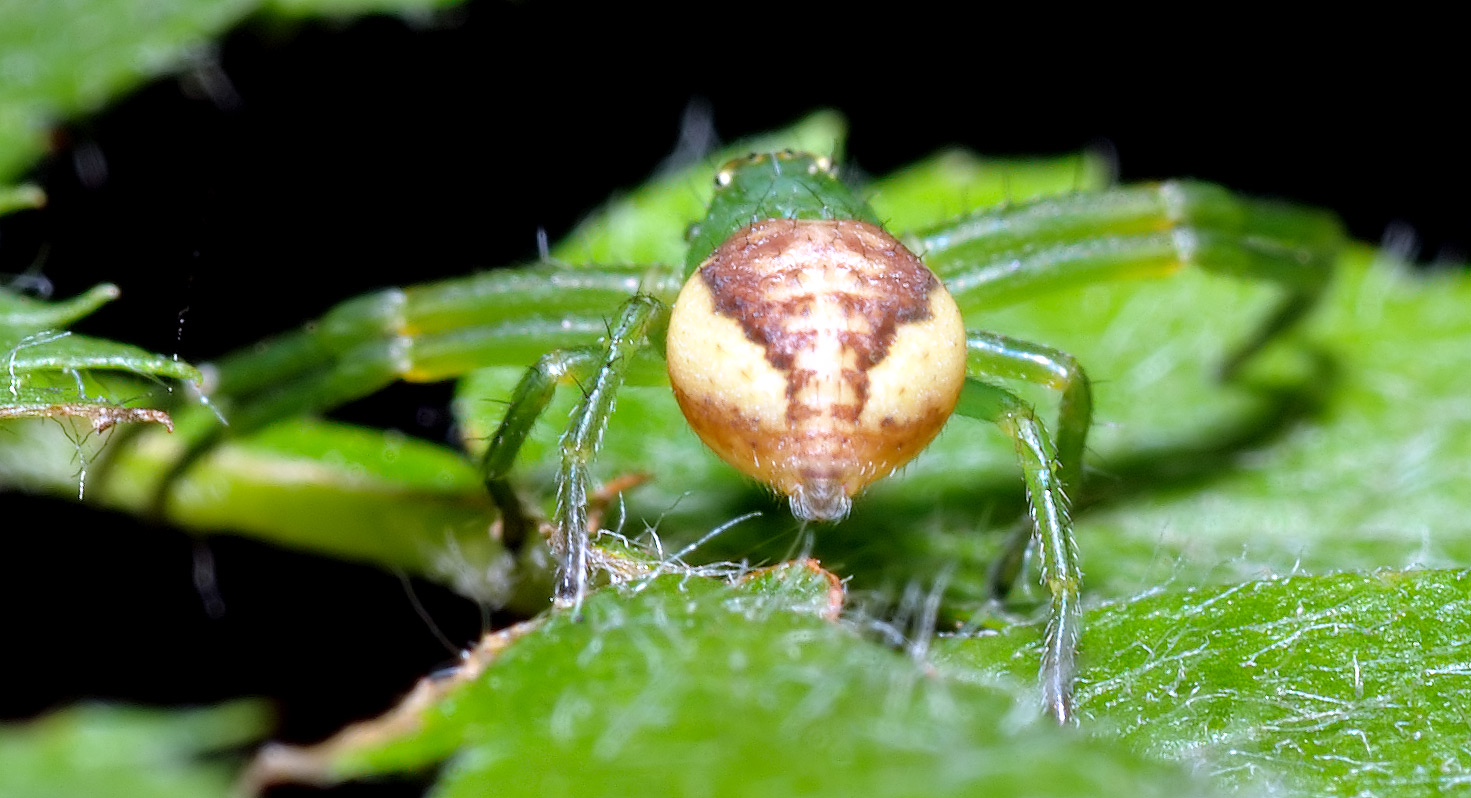
Von hinten